# Hong Kong (rose)
Pour les articles homonymes, voir Hong Kong.
'Hong Kong' est un cultivar de rosier hybride de thé obtenu en Espagne par le rosiériste Pedro Dot en 1962,. Il doit son nom à la ville de Hong Kong.

## Description
'Hong-Kong' est une rose moderne hybride de thé, issue de semis 'Soraya' et de pollen 'Henri Mallerin' x 'Madame Antoine Meilland'. L'arbuste s'élève jusqu'à 90 cm de hauteur avec un feuillage vert clair et brillant. 
Pedro Dot se passionnait pour l'obtention de roses bicolores et celle-ci en est un exemple fameux. Ses fleurs délicates sont de couleur jaune aux bords rouge écarlate, grandes avec trente pétales en forme de coupe. 
Elle craint les hivers trop froids (zone de rusticité 7 à 8) et son pied a alors besoin d'être protégé. Elle s'épanouit au soleil. Elle est idéale pour les plates-bandes du jardin et les fleurs à couper des fleuristes. 